# كريس روزاليس
كريس روزاليس (بالإنجليزية: Kris Rosales)‏ مواليد 20 ديسمبر 1990 في بيلفلاوير، هو لاعب كرة سلة أمريكي. بدأ مسيرته الاحترافية في سنة 2014. يلعب مع تي إن تي كاتروبا في الرابطة الفلبينية لكرة السلة كلاعب هجوم خلفي. يحمل الرقم 1.